# Clase Mendoza
La Clase Mendoza fue un grupo de tres destructores construidos en el Reino unido para la Armada Argentina en la década de 1920. Fueron la primera parte del programa argentino de rearmamento naval de esa década

## Diseño
Los buques, se basaban en el diseño dedestructores líderes de flotilla construidos a finales de la Primera Guerra Mundial, con pequeñas modificaciones. Sufrieron una limitada modernización en la década de 1950 cuando fueron equipados con cañones Bofors de 40 mm y se actualizaron sus sensores.

## Buques de la clase
Los tres buques de la clase, fueron construidos por los astilleros  J. Samuel White & Co de Cowes, en la Isla de Wight, Los buques, recibían su nombre en honor a provincias de Argentina
| Buque              | Botado                | Asignado            | Baja          |
| ------------------ | --------------------- | ------------------- | ------------- |
| ARA La Rioja (E-4) | 2 de febrero de 1929  | 23 de julio de 1929 | Abril de 1962 |
| ARA Mendoza (E-3)  | 18 de julio de 1928   | 24 de enero de 1929 | Abril de 1962 |
| ARA Tucumán (E-5)  | 16 de octubre de 1928 | 3 de mayo de 1929   | Abril de 1962 |